# Greta (film, 2009)
Ne doit pas être confondu avec I Am Greta.
Pour les articles homonymes, voir Greta.
Pour plus de détails, voir Fiche technique et Distribution.
Greta (According To Greta) est un film américain réalisé par Nancy Bardawil, sorti en 2009.

## Synopsis
Greta (Hilary Duff) est en voyage, mais elle n'a pas de vacances. Elle a seize ans, elle est belle, pleine d'esprit, sarcastique et veut se suicider avant son 18e anniversaire. Poussé de côté par sa mère, Karen, qui est en est à son troisième mariage. Ce voyage en elle-même lui apprendra à vivre, tout simplement.

## Fiche technique
- Titre : Greta
- Titre original : According To Greta
- Réalisation : Nancy Bardawil
- Scénario : Michael Gilvary
- Musique : John E. Nordstrom
- Photographie : Michael Lohmann
- Montage : Michelle Botticelli
- Décors : Joshua Stricklin
- Costumes : Ligia Morris
- Direction artistique : Travis Zariwny
- Décorateur de plateau : Emily Dawson
- Distribution des rôles : Mary Gail Artz, Shani Ginzberg
- Directeur de production : Fran Giblin
- Producteur exécutif : Hilary Duff - coproducteursTrent Broin, Jacob Mosler
- Sociétés de production : Anchor Bay Films - West of Mighnight - Whitewater Films - Greta Productions - Rafter H Entertainment
- Distribution : Whitewater Films
- Pays d'origine : États-Unis
- Langue : anglais
- Format : couleurs - 35 mm
- Durée : 92 min.
- Date de sortie : 
  - États-Unis : 11 décembre 2009
  - France : 13 mai 2009 (Cannes Film Market)

## Distribution
- Hilary Duff : Greta
- Ellen Burstyn : Katherine
- Michael Murphy : Joseph
- Evan Ross : Julie
- Melissa Leo : Karen
- Oren Skoog : Steve
- Maury Ginsberg : Lou
- Dave Shalansky : The Installer
- Christopher Hakim : Andrew
- Mike Hurt : Guy On Bike
- Vivan Dugré : Donna